# Rivoluzione di maggio
Con la locuzione rivoluzione di maggio (in spagnolo Revolución de Mayo) si indica una serie di avvenimenti rivoluzionari accaduti nella settimana tra il 18 e il 25 maggio 1810 (detta "settimana di maggio" o, in spagnolo Semana de Mayo) nella città di Buenos Aires, allora capitale del vicereame del Río de la Plata, una dipendenza coloniale spagnola. Al termine di tali avvenimenti il viceré Baltasar Hidalgo de Cisneros fu deposto e sostituito da un governo locale, la Prima Giunta (Primera Junta).

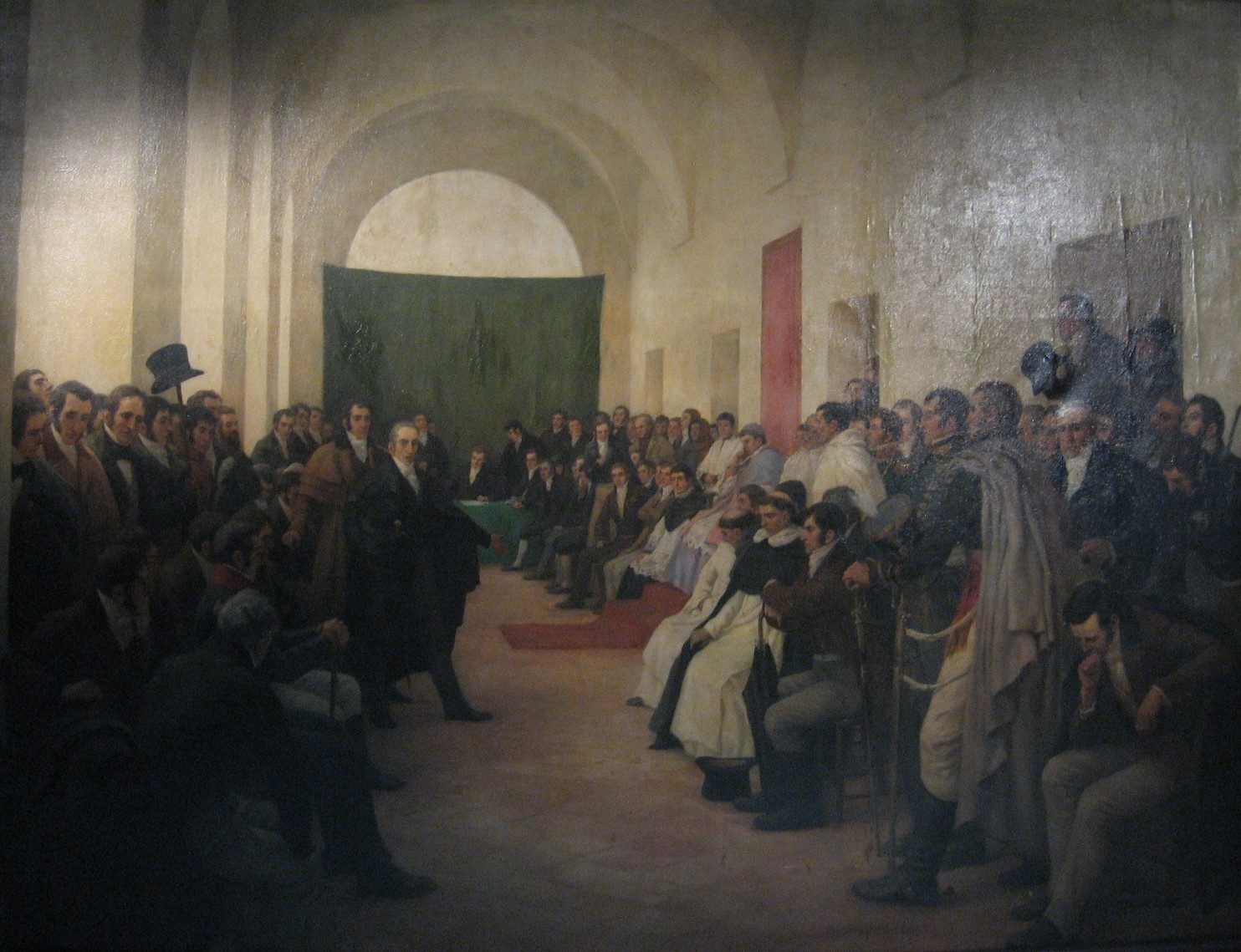
Il cabildo aperto del 22 maggio 1810 dipinto da Pedro Subercaseaux.

La rivoluzione di maggio fu una diretta conseguenza della guerra d'indipendenza spagnola, cominciata due anni prima. Nel 1808 Napoleone si era inserito nella lotta per il trono spagnolo tra Carlo IV e il figlio Ferdinando VII, convocando i due litiganti a Bayonne e costringendoli ad abdicare in favore del fratello maggiore Giuseppe Bonaparte. Il fatto diede inizio ad un lungo conflitto tra l'esercito del Primo Impero francese e la resistenza spagnola, coordinata da una Suprema giunta installatasi a Siviglia; la notizia della cattura di questa città il 1º febbraio 1810 arrivò a Buenos Aires, portata dalle navi inglesi, a metà maggio.
Il viceré Cisneros cercò di nascondere le notizie, ma un gruppo di avvocati e di militari di origine creola organizzò un'assemblea straordinaria di notabili cittadini (cabildo abierto) per decidere il futuro del vicereame. I delegati rifiutarono una ricognizione presso il Consiglio di reggenza di Spagna e Indie appena costituitosi nella madrepatria e stabilì la creazione di una giunta che sostituisse il viceré, precedentemente nominato da un governo ormai dissolto. Per mantenere un senso di continuità, lo stesso Cisneros ne fu all'inizio nominato presidente; questa nomina scatenò tuttavia una serie di sollevazioni nella città, costringendolo a dimettersi il 25 maggio. La giunta che uscì da questa serie di accadimenti, formata esclusivamente da persone della città di Buenos Aires, invitò quindi le altre città del vicereame ad inviare i loro rappresentanti; questo sfociò in una guerra tra le regioni che accettarono gli avvenimenti di Buenos Aires e quelle che rifiutarono di riconoscerne la legittimità.
La rivoluzione di maggio è considerata il punto d'inizio della guerra d'indipendenza argentina, nonostante non fosse stata proclamata ancora un'indipendenza formale: la Prima Giunta governò infatti nel nome del deposto Ferdinando VII. Molti storici considerano questa manifestazione di lealtà una manovra politica tesa a nascondere le intenzioni indipendentiste dei rivoluzionari. La dichiarazione di indipendenza ebbe luogo sei anni dopo, il 9 luglio 1816, nel congresso di Tucumán.

## Cause

### Cause internazionali

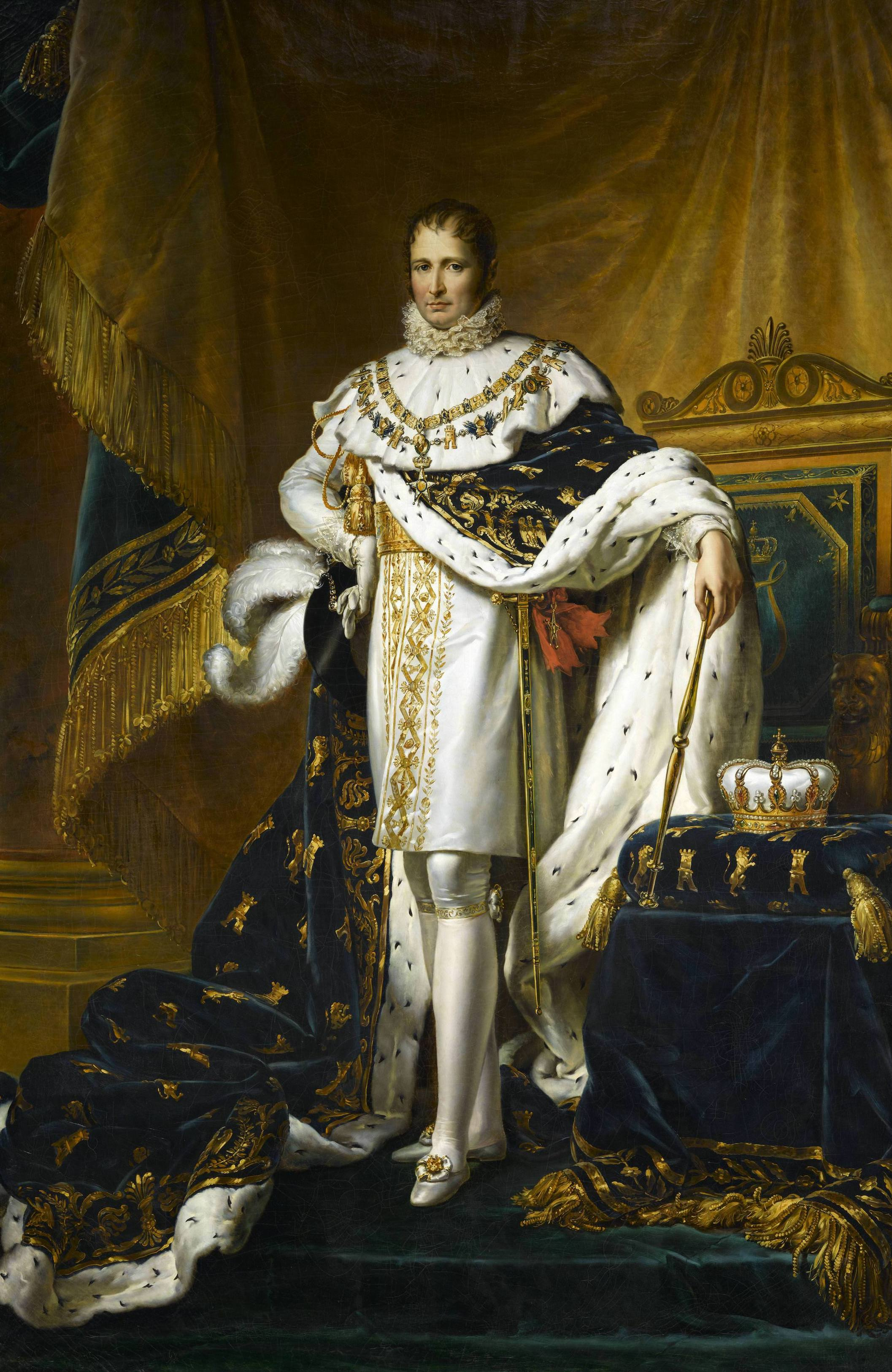
Giuseppe Bonaparte: la sua incoronazione in Spagna seminò dubbi sulla legittimità del viceré Baltasar Hidalgo de Cisneros.

La dichiarazione d'indipendenza degli Stati Uniti nel 1776 servì da esempio ai creoli (spagnoli nati nelle Americhe) dimostrando loro che era possibile aspirare alla rivoluzione e ad una propria indipendenza. La costituzione statunitense proclamava l'uguaglianza di tutti gli uomini di fronte alla legge, difendeva i diritti di proprietà e di libertà e stabiliva un sistema di governo repubblicano.
Cominciarono inoltre a diffondersi gli ideali della rivoluzione francese del 1789, durante la quale un'assemblea popolare pose termine a secoli di monarchia destituendo e giustiziando il re Luigi XVI di Francia e la moglie Maria Antonietta d'Austria, stabilendo la fine dei privilegi nobiliari. La dichiarazione dei diritti dell'uomo e del cittadino, i cui principi erano "libertà, uguaglianza, fraternità", ebbe una grande ripercussione tra i giovani della borghesia creola. La Rivoluzione francese diede impulso in Europa alle idee liberali, che propugnavano la libertà politica ed economica.
Sebbene la diffusione di queste idee fosse molto contrastata nei territori spagnoli, dal momento che non si permetteva l'ingresso di libri di idee liberali attraverso la dogana e se ne vietava perfino il possesso non autorizzato, riuscirono comunque a diffondersi in forma clandestina. Durante il processo istituito in seguito alle rivoluzioni di Chuquisaca e di La Paz si menziona infatti come corpo del delitto un libro di Rousseau, Il contratto sociale. Le idee liberali erano già state professate in alcuni ambiti ecclesiastici: il gesuita Francisco Suárez aveva sostenuto che il potere politico non passa da Dio ai governanti in forma diretta, ma attraverso il popolo. Sarebbe quest'ultimo dunque, a giudizio di Suárez, a possedere il potere, delegandolo a uomini che, nel caso non lo rivolgessero alla gestione del bene comune, si trasformerebbero in tiranni, legittimando il popolo a sollevarsi contro di loro.
Intanto in Gran Bretagna iniziava la rivoluzione industriale; per soddisfare le necessità della popolazione i governanti britannici si posero alla ricerca di nuovi mercati ai quali poter vendere la propria crescente produzione. Le ambizioni britanniche erano rivolte a porre fine al monopolio commerciale imposto dalla Spagna alle proprie colonie; per raggiungere questo obbiettivo, dopo aver fallito la conquista dei porti più importanti dell'America del Sud, cominciarono a promuovere l'emancipazione delle colonie dalla madrepatria.
In Europa infuriavano le guerre napoleoniche; tra i principali contendenti si trovavano l'impero napoleonico e, dalla parte opposta, il Regno Unito e l'Impero spagnolo. Le forze francesi ebbero una serie di successi iniziali, costringendo all'abdicazione Carlo IV e del figlio Ferdinando VII in favore di Giuseppe Bonaparte. I monarchici spagnoli cercarono di resistere attraverso la formazione della Giunta di Siviglia e, in seguito, del Consiglio di reggenza di Spagna e Indie.

### Cause interne
Durante l'epoca del vicereame il commercio estero era monopolio spagnolo; non era legalmente permesso il commercio con altre nazioni. Questa situazione danneggiò fortemente Buenos Aires, dal momento che l'economia spagnola non era così sviluppata da poter approvvigionare le colonie di tutti i beni di cui queste necessitavano. La pirateria, inoltre, obbligava Madrid a scortare militarmente le navi commerciali; dal momento che Buenos Aires non disponeva di risorse d'oro o d'argento i convogli diretti alla città andarono diminuendo perché molto meno remunerativi rispetto a quelli diretti a Lima o in Messico. La situazione favorì un enorme sviluppo del contrabbando, tollerato dalle autorità locali, il cui volume d'affari arrivò ad eguagliare quello generato dal commercio legale. In questo scenario si formarono all'interno dell'oligarchia cittadina due gruppi di potere distinti: quello degli allevatori, che reclamavano il libero commercio per poter esportare la loro produzione (principalmente il cuoio, giacché per la carne non erano state ancora trovate tecniche soddisfacenti di conservazione) a prezzi di mercato e quello dei commercianti di contrabbando, per i quali l'apertura dei mercati avrebbe rappresentato una notevole diminuzione dei guadagni.

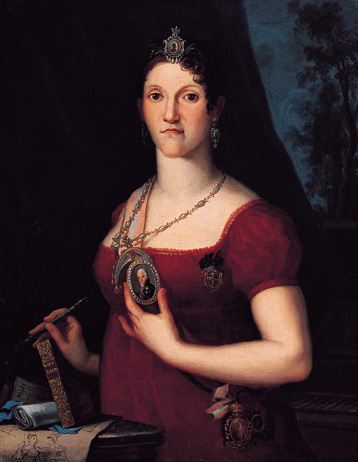
L'incoronazione di Carlotta Gioacchina fu un'opzione presa brevemente in considerazione da alcuni rivoluzionari.

Nell'organizzazione politica, particolarmente dopo la creazione del vicereame, l'occupazione delle cariche di maggiore responsabilità ricadde su funzionari designati dalla corona, quasi esclusivamente spagnoli provenienti dall'Europa totalmente alieni ai problemi e agli interessi americani. Questo scatenò una forte rivalità tra i creoli nati in America e gli spagnoli provenienti dalla madrepatria; i primi si convinsero che i secondi potevano godere di maggiori vantaggi ed avevano trattamenti preferenziali rispetto a loro.
Buenos Aires e Montevideo riuscirono nei primi anni del XIX secolo a respingere due invasioni britanniche. Nel 1806 un piccolo contingente militare britannico guidato da William Carr Beresford assediò Buenos Aires; la città fu liberata da un esercito proveniente da Montevideo e condotto da Santiago de Liniers. L'anno successivo una più consistente spedizione militare assediò Montevideo, ma fu sconfitta dall'esercito di Buenos Aires; gli invasori si arresero e restituirono la città al vicereame. Durante le invasioni, la Spagna non poté fornire alcun aiuto; la difesa dalla seconda invasione comportò la formazione di una milizia creola, cosa vietata dall'amministrazione coloniale spagnola. Il più importante reggimento di queste milizie, il Regimiento de Patricios comandato da Cornelio Saavedra, ebbe un ruolo importante negli eventi successivi. Il successo militare conseguito durante le invasioni britanniche diede ai creoli un potere militare e politico mai avuto in precedenza; il fatto che la vittoria fosse arrivata nonostante la totale assenza di aiuto spagnolo, inoltre, diede loro confidenza nella capacità di rendersi indipendenti.
La famiglia reale portoghese, nel frattempo, si era trasferita in Brasile nel 1808, fuggendo in seguito all'invasione francese della madrepatria. Carlotta Gioacchina, sorella di Ferdinando VII, era la moglie del principe reggente di Portogallo, ma aveva propri progetti politici. Informata della cattura della famiglia reale spagnola da parte di Napoleone cercò di porsi a capo delle colonie spagnole in qualità di reggente; questo progetto politico, conosciuto con il termine di "carlottismo", si sviluppò in previsione di una possibile invasione francese delle Americhe. L'intento fu appoggiato a Buenos Aires da alcuni importanti esponenti dell'oligarchia creola, tra i quali figuravano i politici Manuel Belgrano e Juan José Castelli e i militari Antonio Beruti e Hipólito Vieytes; essi vedevano in questo progetto l'opportunità di avere un governo locale non nominato dalla madrepatria, il che costituiva un ulteriore passo verso una possibile dichiarazione di indipendenza. Il "carlottismo" fu contrastato dal viceré Liniers, dai funzionari spagnoli e da alcuni creoli come Mariano Moreno, Juan José Paso e Cornelio Saavedra, convinti che avrebbe favorito le mire espansionistiche portoghesi nella regione. Il progetto fallì quando la stessa Carlotta Gioacchina si rifiutò di porsi a capo di una monarchia costituzionale mostrando le proprie intenzioni di carattere assolutistico.

## Antefatto

### Governo di Liniers (1807 - 1809)

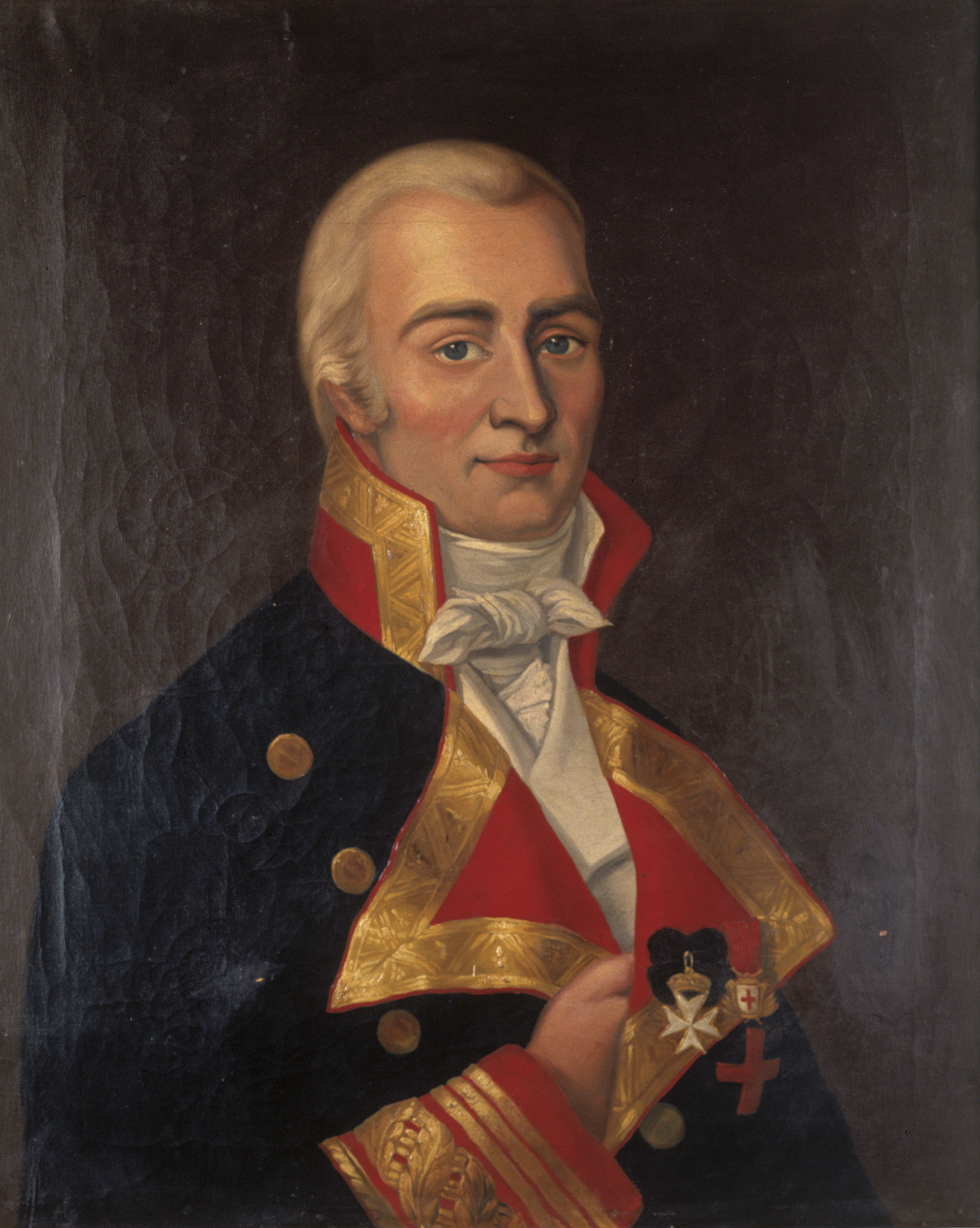
Santiago de Liniers ricoprì la carica di viceré tra il 1807 e il 1809.

Dopo la prima invasione britannica del 1806, liberata Buenos Aires dagli invasori, la popolazione non accettò il ritorno alla carica del viceré Rafael de Sobremonte, fuggito a Córdoba con l'erario pubblico nel pieno dei combattimenti. Il viceré aveva dato esecuzione ad una legge del 1778, che stabiliva la messa in sicurezza dei fondi reali in caso di attacchi esterni, ma Sobremonte fu ugualmente considerato un codardo dalla popolazione. La Real Audiencia di Buenos Aires non ratificò il suo ritorno in città e scelse al suo posto Santiago de Liniers, francese di nascita, acclamato come un eroe dalla popolazione, come viceré ad interim. Si trattò della prima deposizione di un viceré spagnolo decisa da istituzioni locali invece che dallo stesso sovrano; l'avvicendamento fu comunque ratificato successivamente dallo stesso Carlo IV. Liniers provvide ad armare l'intera popolazione di Buenos Aires, inclusi creoli e schiavi, e sconfisse un secondo tentativo di invasione britannica nel Río de la Plata l'anno successivo.
L'amministrazione Liniers riscosse favore presso la popolazione creola, ma fu contrastata da molti spagnoli; tra questi il mercante Martín de Alzaga e il governatore di Montevideo Francisco Javier de Elío, che chiesero all'autorità spagnola di designare un altro viceré. De Elío creò una giunta di governo a Montevideo con il compito di esaminare gli ordini provenienti da Buenos Aires e, nel caso, di ignorarli senza però negare apertamente l'autorità del viceré o dichiarare l'indipendenza del suo governatorato dal Vicereame.
Da parte sua Martín de Álzaga promosse un ammutinamento per rimuovere Liniers. Il 1º gennaio 1809 un cabildo aperto (assemblea straordinaria di notabili cittadini) presieduto dallo stesso Álzaga chiese le dimissioni di Liniers e designò una nuova giunta; le milizie spagnole e un gruppo di persone accorse al suono della campana del cabildo appoggiarono la ribellione. Uno sparuto numero di creoli, tra i quali Mariano Moreno, appoggiò l'insurrezione come preludio all'indipendenza, ma la maggior parte non aderì, convinta che le intenzioni di Álzaga fossero quelle di rimuovere il viceré per lasciare inalterate le differenze tra creoli e spagnoli. L'insurrezione fu rapidamente soppressa quando le milizie creole guidate da Saavedra circondarono la piazza e dispersero gli insorti. Il risultato del fallito ammutinamento fu il disarmo delle milizie ribelli, comprese le milizie spagnole; il potere dei creoli ne uscì così rafforzato. Con l'eccezione di Moreno, i capi dell'insurrezione furono esiliati a Carmen de Patagones; Javier de Elío li liberò e diede loro asilo politico a Montevideo.

### Governo di Cisneros

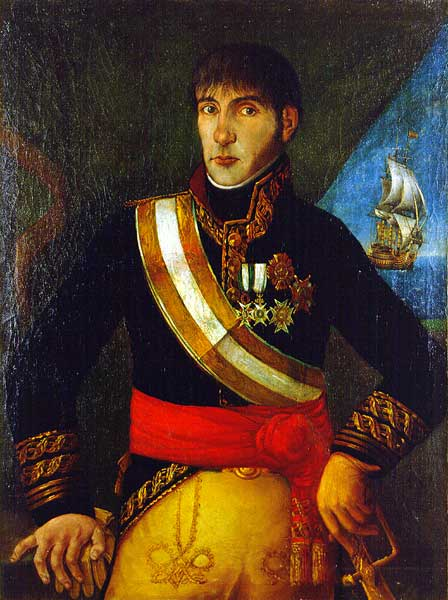
Baltasar Hidalgo de Cisneros, ultimo viceré in carica a Buenos Aires.

In Spagna la Giunta di Siviglia decise di porre termine ai tumulti nel Río de la Plata rimpiazzando Liniers con Baltasar Hidalgo de Cisneros, un ufficiale di marina, veterano della battaglia di Trafalgar. Quando arrivò a Montevideo nel giugno del 1809 per il passaggio di consegne Belgrano propose a Liniers di resistere sul campo, visto che quest'ultimo poteva vantare di essere stato nominato direttamente dal sovrano e non da una giunta di più dubbia legittimità. Le milizie creole avrebbero voluto appoggiare Liniers contro Cisneros, ma il viceré accettò di lasciare l'incarico senza opporre resistenza. Javier de Elío accettò l'autorità del nuovo viceré e dissolse la giunta di Montevideo. Cisneros provvide a riarmare le milizie spagnole sbandate e amnistiò i responsabili dell'ammutinamento; Álzaga non fu liberato, ma la sua pena fu commutata agli arresti domiciliari.
Nel frattempo sorsero dubbi sulla legittimità dei governanti locali, in seguiti agli avvenimenti di Spagna, anche nell'Alto Perù. Il 25 maggio 1809 la rivolta di Chuquisaca depose il governatore Ramón García de León y Pizarro e lo rimpiazzò con Juan Antonio Álvarez de Arenales; il 16 luglio la rivolta di La Paz, guidata dal colonnello Pedro Domingo Murillo, depose il governatore della città e instaurò al suo posto una giunta. Una pronta reazione delle autorità spagnole sconfisse le due ribellioni: un esercito di 1.000 uomini inviato da Buenos Aires prese il controllo di Chuquisaca rovesciandone la giunta, mentre a La Paz 800 insorti si dovettero arrendere contro i 5.000 soldati inviati da Lima. Murillo fu decapitato insieme con gli altri capi della rivolta e le loro teste furono esposte come ammonizione. Queste drastiche misure furono giudicate in aperto contrasto con il perdono accordato ad Álzaga e ai suoi seguaci, accentuando il risentimento della popolazione creola e la loro sensazione di iniquità del potere spagnolo. Juan José Castelli partecipò ai dibattiti all'Università di San Francisco Xavier, dove Bernardo de Monteagudo sviluppò il cosiddetto "sillogismo di Chuquisaca", una spiegazione legale per giustificare l'indipendenza delle colonie spagnole. Ciò influenzò le sue idee durante la "settimana di maggio".
Il 25 novembre 1809 Cisneros creò un organo di polizia (Juzgado de Vigilancia Política) con lo scopo di perseguire coloro che avevano aderito agli ideali della rivoluzione francese (afrancesados) e gli indipendentisti. Nonostante ciò, il viceré si oppose alla proposta dell'economista José María Romero riguardo alla messa al bando di un numero di persone considerate pericolose per il regime coloniale spagnolo, tra le quali figuravano Saavedra, Paso, Vieytes, Castelli e Moreno. L'oligarchia creola, da parte sua, si convinse che presto il minimo pretesto avrebbe scatenato la rivoluzione. Nell'aprile del 1810 Cornelio Saavedra pronunciò ai suoi amici la famosa frase: "non è ancora tempo, lasciate che i fichi maturino e poi li mangeremo". Saavedra voleva così informare i suoi amici che non avrebbe appoggiato azioni affrettate contro il viceré, ma avrebbe aspettato il momento più strategicamente favorevole, che poteva essere rappresentato da una significativa vittoria dell'esercito napoleonico in Spagna.

## La settimana di maggio

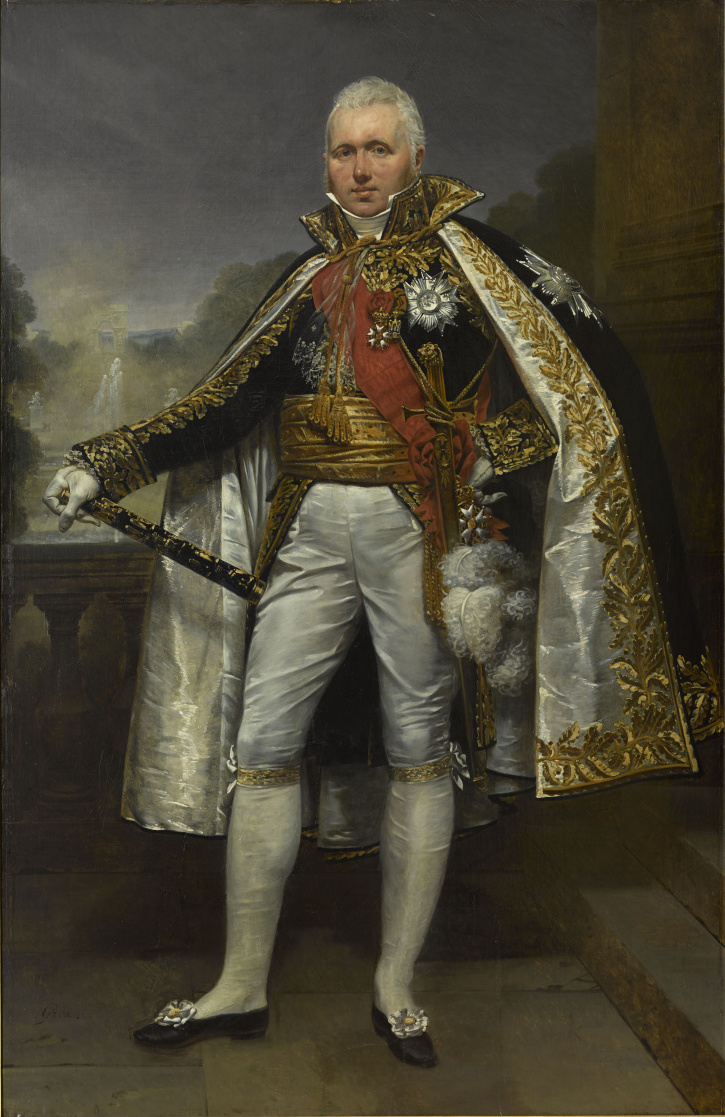
Claude-Victor Perrin guidò le truppe francesi alla conquista di Siviglia durante la guerra d'indipendenza spagnola.

La "settimana di maggio" fu il periodo di tempo trascorso a Buenos Aires tra l'arrivo della notizie riguardanti la caduta della "Giunta di Siviglia" e le definitive dimissioni di Cisneros, con la conseguente presa di potere da parte della Prima Giunta.
Il 14 maggio arrivò al porto di Buenos Aires, proveniente da Gibilterra, la goletta di guerra britannica HMS Mistletoe con giornali europei che riportavano la notizia della dissoluzione della "Giunta di Siviglia", avvenuta a gennaio. La stessa città di Siviglia era stata conquistata dall'esercito francese, che ora dominava la maggior parte della penisola iberica. I giornali riportarono che alcuni membri della dissolta giunta si erano rifugiati nell'Isola di León, ribattezzata in seguito San Fernando, nei pressi di Cadice. La conferma si ebbe il 17 maggio, quando la fregata britannica HMS John Paris arrivò a Montevideo; i giornali più recenti riportavano che i membri della giunta erano decaduti dalla loro carica. Il Consiglio di reggenza di Cadice non fu visto come il nuovo organismo di riferimento della resistenza spagnola ma un tentativo di restaurare l'assolutismo in Spagna. Cisneros tentò di nascondere le notizie approntando una rigorosa vigilanza attorno alle navi da guerra britanniche attraccate e ordinando il sequestro di tutti i giornali sbarcati con esse; uno di questi, però, riuscì a finire nelle mani di Belgrano e Castelli, che provvidero subito a diffondere le notizie presso gli altri indipendentisti e sfidarono la stessa legittimità del viceré, nominato da una giunta ormai inesistente. Quando Cornelio Saavedra, comandante del Regimiento de Patricios, fu messo al corrente delle notizie decise che il momento per muoversi contro il viceré era finalmente arrivato. Martín Rodríguez propose di rovesciare Cisneros con la forza, ma Saavedra e Castelli rigettarono l'idea e proposero la convocazione di un cabildo aperto.

### Venerdì 18 maggio e sabato 19 maggio
Nonostante i tentativi da parte del viceré di nascondere le notizie della sconfitta spagnola, le voci si sparsero in fretta in tutta Buenos Aires. Cercando di calmare gli animi, Cisneros diede la propria versione degli eventi in un proclama, riaffermando di governare in nome di Ferdinando VII. Nonostante fosse pienamente al corrente di quanto avvenuto in Spagna, nel proclama affermò soltanto che la situazione nella Penisola Iberica era complicata, tacendo la caduta della giunta.
Tutt'altro che soddisfatti del proclama, i rivoluzionari si riunirono nelle case di Nicolás Rodríguez Peña e di Martín Rodríguez. Nel corso di questi incontri segreti stabilirono una commissione rappresentativa composta da Juan José Castelli e Martín Rodríguez incaricata di convincere Cisneros a convocare un cabildo aperto per decidere il futuro del vicereame.
Nella notte del 19 maggio si moltiplicarono le discussioni nella casa di Rodríguez Peña; anche Saavedra entrò nelle riunioni. Si decise così che Belgrano e Saavedra avrebbero contattato un magistrato municipale (alcalde), Juan José de Lezica, mentre Castelli si sarebbe rivolto al procuratore Julián de Leiva per chiedere il supporto del Cabildo rispetto alle richieste elaborate.

### Domenica 20 maggio

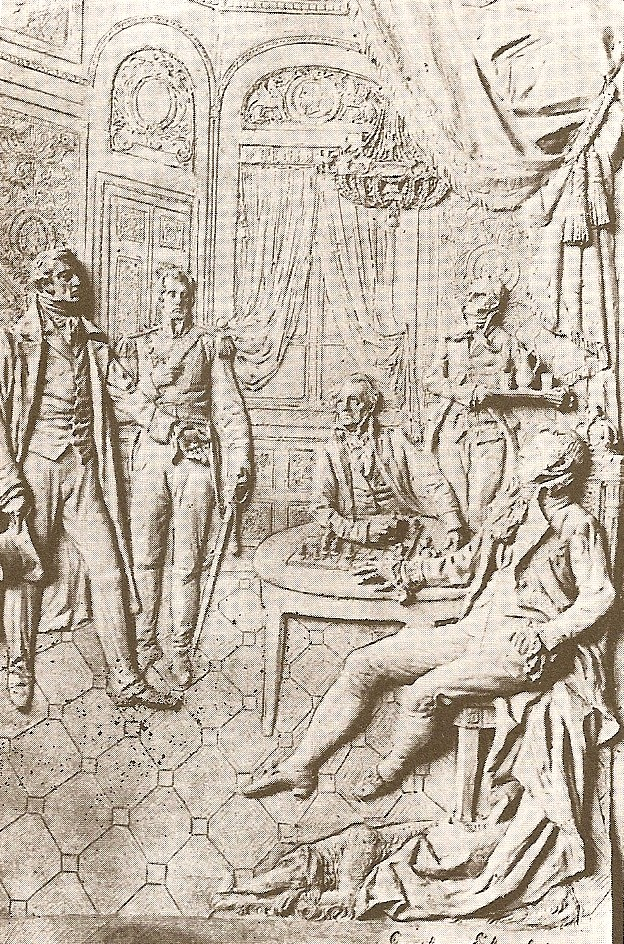
Juan José Castelli chiede a Baltasar Hidalgo de Cisneros la convocazione di un cabildo aperto. Bassorilievo di Gustavo Eberlein.

Lezica informò Cisneros della richiesta di un cabildo aperto e il viceré consultò Leiva, che espresse un parere favorevole ad essa. Prima di prendere una decisione, Cisneros convocò i comandanti militari al forte alle 7 di sera. C'erano state voci che si trattasse di una trappola per catturarli e prendere il controllo delle caserme; per prevenirlo, presero il comando dei granatieri che custodivano il forte e tennero le chiavi di ogni porta durante l'incontro con il viceré. Cisneros chiese sostegno militare; il colonnello Cornelio Saavedra, comandante del Regimiento de Patricios, rispose a nome di tutte le milizie creole. Nel suo discorso rigettò le pretese del Consiglio di Cadice di governare sulle Americhe e affermò che queste non avrebbero seguito il destino della Spagna ma avrebbero badato da sole alla propria difesa; alla fine rilevò che la giunta responsabile della nomina di Cisneros non esisteva più, rigettando così la legittimità dell'incarico di Cisneros e negandogli la protezione delle truppe sotto il suo comando.
Castelli e Martín Rodríguez furono inviati poco dopo al forte per un incontro con il viceré. Juan Florencio Terrada, comandante dei granatieri, li raggiunse per prevenire con la sua presenza l'eventualità che Cisneros chiedesse alle sue truppe, le cui caserme erano a breve distanza dalla finestra del viceré, di arrestare i due rivoluzionari. Le guardie li fecero passare senza annunciarli e i tre irruppero nella sala dove Cisneros stava giocando a carte. Castelli e Rodríguez chiesero ancora una volta al viceré la convocazione di un cabildo aperto; quando Cisneros rispose loro adirato di considerare la richiesta un oltraggio Rodríguez lo interruppe concedendogli cinque soli minuti per la risposta. Alla fine il viceré, seppur recalcitrante, accettò la richiesta.
La sera stessa si rappresentava a teatro un'opera sul tema della tirannia, intitolata "Roma Salvata", alla quale assistette buona parte dei rivoluzionari. Il capo della polizia provò a convincere l'attore principale, Morante, a darsi per malato, in modo da sostituire l'opera in programma con "Odio e pentimento" del poeta e drammaturgo tedesco August von Kotzebue. Morante ignorò la richiesta e recitò l'opera in programma; nel quarto atto l'attore, nelle vesti di Cicerone, recitò un monologo patriottico, incentrato sulle minacce dei Galli a Roma e sulla necessità di una forte leadership per respingere i pericoli. La scena incendiò gli animi dei rivoluzionari, che proruppero in un fragoroso applauso; Juan José Paso si alzò in piedi e inneggiò alla libertà di Buenos Aires, scatenando una piccola rissa.
Dopo la recita i rivoluzionari tornarono nella casa di Peña per conoscere i risultati dell'incontro con Cisneros; dubbiosi sul fatto che il viceré mantenesse la parola data organizzarono per il giorno seguente una manifestazione per assicurarsi che il cabildo aperto, previsto per il 22 maggio, fosse convocato così come pattuito.

### Lunedì 21 maggio

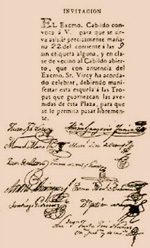
Invito per il cabildo aperto del 22 maggio.

Alle 3 di pomeriggio il Cabildo iniziò il suo lavoro di routine, ma fu interrotto dall'arrivo di 600 uomini armati, nominatisi "Legione Infernale", che occuparono Plaza de la Victoria e chiesero a gran voce la convocazione di un cabildo aperto e le dimissioni di Cisneros. Portavano un ritratto di Ferdinando VII e, nell'occhiello della giacca, un nastro bianco che simboleggiava l'unità tra creoli e spagnoli. I manifestanti erano guidati da Domingo French, il corriere postale della città, e da Antonio Beruti, un impiegato del Tesoro. La gente in piazza mostrò di non credere alla convocazione del cabildo aperto per il giorno successivo. Leiva uscì dal cabildo e Belgrano, in rappresentanza della folla, chiese un impegno definitivo; Leiva rispose che tutto sarebbe andato come concordato, ma che il Cabildo necessitava di tempo per preparare gli inviti. Chiese poi a Belgrano di unirsi al lavoro del cabildo, in modo che i manifestanti potessero considerare il suo intervento come una garanzia rispetto alle loro richieste. Belgrano però protestò subito nel merito della stesura della lista di invitati, che comprendeva i cittadini più ricchi della città; nonostante i tentativi da parte del Cabildo di ottenere l'appoggio di Belgrano, quest'ultimo abbandonò in breve l'edificio.
L'abbandono di Belgrano, che non spiegò alla folla il motivo del suo allontanamento, scaldò gli animi dei manifestanti, che temettero un tradimento. La folla cominciò a chiedere le dimissioni di Cisneros; la gente alla fine si disperse solo dopo l'intervento di Saavedra, che la rassicurò sul fatto che i militari avrebbero continuato ad appoggiare le richieste dei manifestanti.
Gli inviti furono distribuiti a 450 notabili ed ufficiali in città. La lista di inviti fu compilata dal Cabildo, che cercò di garantirsi i risultati selezionando le persone che presumeva avrebbero appoggiato il viceré. I rivoluzionari contrastarono questa mossa creando una loro lista. Agustín Donado, incaricato di stampare gli inviti, ne stampò 600 al posto dei 450 richiesti, distribuendo quelli in eccesso a creoli; nel corso della notte Castelli, Rodríguez, French e Beruti fecero visita a tutte le caserme arringando le truppe a prepararsi per il giorno successivo.

### Martedì 22 maggio

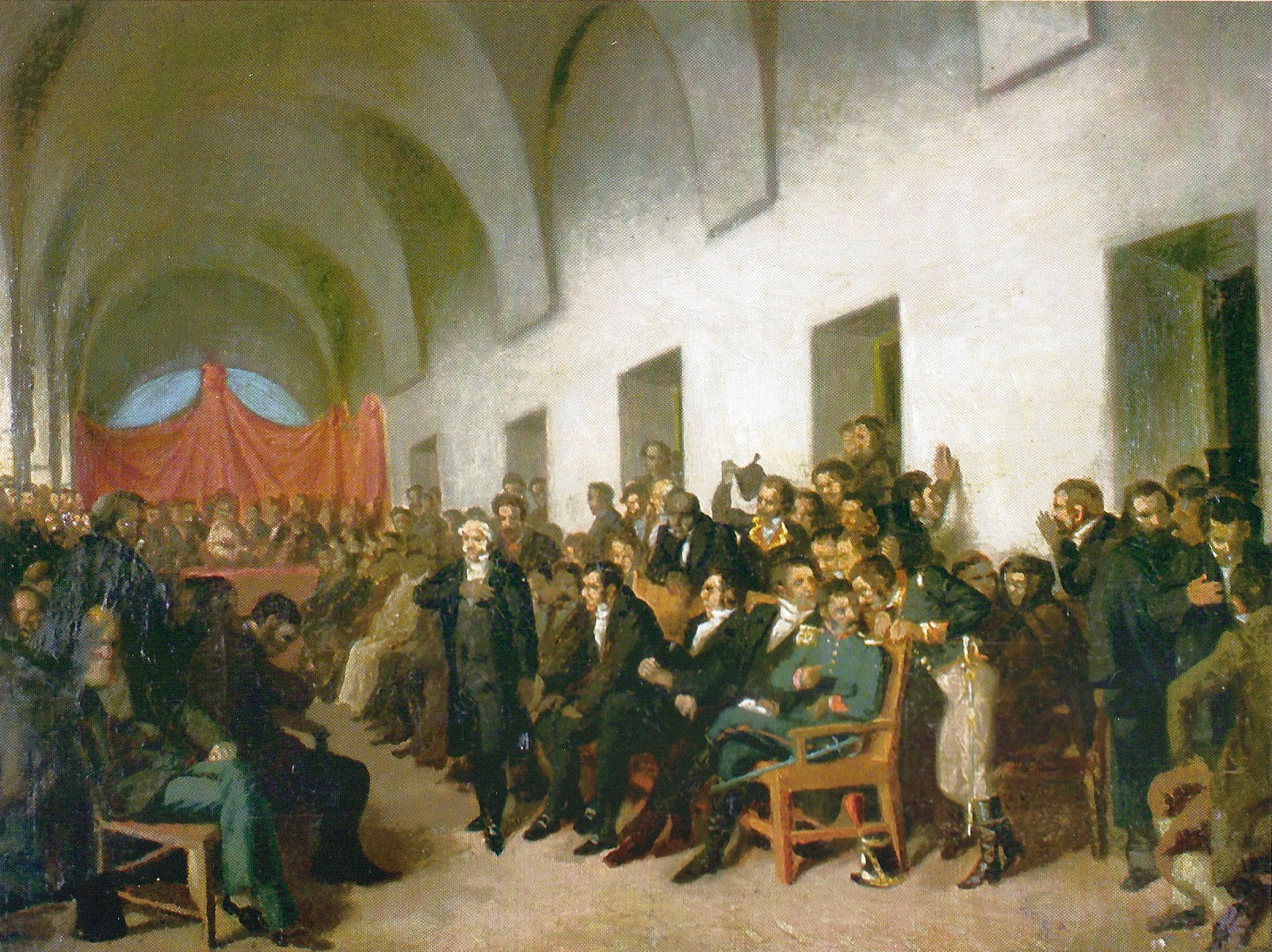
Il cabildo aperto dipinto da Juan Manuel Blanes.

Secondo le registrazioni ufficiali, solo 251 dei 450 invitati parteciparono al cabildo aperto. French e Beruti, al comando di 600 uomini armati di coltelli, spingarde e fucili, controllarono gli accessi alla piazza, con il fine di assicurare la maggioranza ai creoli. Erano presenti le maggiori personalità civili e religiose, i comandanti della milizia e molti ricchi residenti; la sola assenza di rilievo fu quella di Martín de Álzaga, ancora agli arresti domiciliari.
L'assemblea prolungò la sessione dal mattino fino alla mezzanotte, comprendendo in questo lasso di tempo la lettura del proclama, il dibattito e la votazione. Non ci fu alcuna votazione segreta: i voti individuali furono raccolti uno alla volta e subito registrati. Il principale tema di dibattito riguardò la legittimità del governo e dell'autorità del viceré. Fu introdotto dal razionalismo filosofico il principio di "ritorno di sovranità al popolo", secondo il quale con l'assenza del monarca il potere deve tornare alla popolazione, che deve allestire una nuova forma di governo. La sua validità legale divise l'assemblea in due fazioni; una rifiutò il principio e si schierò per il mantenimento dello status quo, confermando la legittimità del viceré, mentre l'altra si schierò per il cambiamento, ed espresse l'intenzione di formare una nuova giunta, come tra l'altro era successo in Spagna, che sostituisse il viceré. I promotori del cambiamento rifiutarono la richiesta di una ricognizione presso il nuovo Consiglio di reggenza sorto in Spagna, argomentando che le colonie americane non erano state consultate prima della sua formazione. Il dibattito toccò anche la questione delle rivalità tra creoli e spagnoli, dal momento che coloro che proponevano di mantenere il viceré sostenevano che la volontà degli spagnoli doveva prevalere su quella dei creoli.
Uno degli oratori della prima fazione fu il vescovo di Buenos Aires Benito Lué y Riega, leader della chiesa locale. Lué y Riega sostenne:
Juan José Castelli fu il principale oratore della fazione rivoluzionaria. Il suo discorso era basato su due idee chiave: la manncata legittimità del governo esistente e il principio di "ritorno di sovranità al Popolo". Castelli parlò dopo Lué y Riega, sostenendo che il popolo delle colonie americane avesse il dovere di assumere il controllo del proprio governo fino al ritorno al trono di Ferdinando VII.
Pascual Ruiz Huidobro sostenne che, dal momento che era caduta l'autorità che aveva nominato Cisneros, quest'ultimo non avrebbe più dovuto avere alcun ruolo nel governo; sostenne inoltre che il Cabildo avrebbe dovuto assumere tutti i poteri in qualità di organo di rappresentanza popolare. la sua proposta fu appoggiata da Melchor Fernández, Juan León Ferragut, Joaquín Grigera e altri.

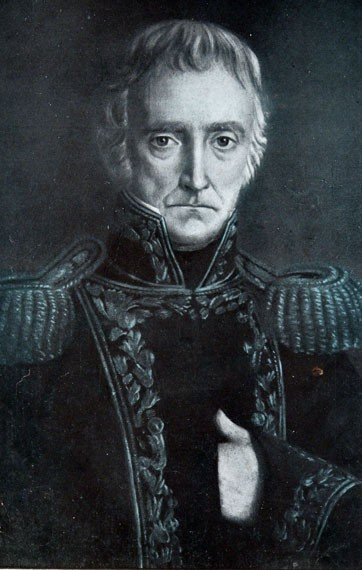
La posizione di Cornelio Saavedra fu quella che finì per imporsi.

Il giudice Manuel Genaro Villota, rappresentante degli spagnoli più conservatori, sostenne che la città di Buenos Aires non avesse il diritto di prendere decisioni unilaterali sulla legittimità del viceré o del Consiglio di reggenza senza far partecipi del dibattito le altre città del vicereame; questo atteggiamento avrebbe potuto rompere l'unità del paese e creare un diverso tipo di sovranità per ogni città. Juan José Paso gli diede ragione sul primo punto, ma aggiunse che la situazione del conflitto in Europa e la possibilità che le forze napoleoniche cominciassero a rivolgersi alla conquista delle colonie americane chiedevano una soluzione urgente. Introdusse poi l'argomento della "sorella maggiore", secondo il quale Buenos Aires doveva prendere l'iniziativa di realizzare i cambiamenti che giudicava necessari ed appropriati, sotto l'espressa condizione che le altre città sarebbero poi state invitate a pronunciarsi nel più breve tempo possibile.
Il prete Juan Nepomuceno Solá propose che il comando fosse affidato al Cabildo in forma provvisoria, fino alla creazione di una nuova giunta governativa votata dai rappresentanti di tutte le popolazioni del vicereame.
Cornelio Saavedra propose che il potere fosse assunto dal Cabildo fino alla formazione di una nuova giunta di governo, che avrebbe preso la forma e i tempi che il Cabildo stesso ritenesse convenienti. Al momento del voto le posizioni di Saavedra e di Castelli confluirono in un'unica mozione.
Durante lo svolgimento dell'assemblea Manuel Belgrano rimase in piedi accanto ad una finestra; in caso di sviluppi problematici della stessa avrebbe dovuto agitare un panno bianco, gesto che avrebbe chiamato la gente disposta attorno alla piazza ad entrare nell'edificio. Essendosi svolte le cose secondo le previsioni dei rivoluzionari, questo piano d'emergenza non fu eseguito.
Al termine dei discorsi si passò a votare il mantenimento del viceré o la sua destituzione. La votazione durò fino a mezzanotte e alla fine un'ampia maggioranza decise la destituzione di Cisneros: 155 voti contro 69. All'interno della maggioranza la mozione di Saavedra e Castelli, che ottenne 87 voti, fu la più votata.

### Mercoledì 23 maggio
All'alba del 23 maggio il Cabildo rilasciò un documento con il quale si informava della cessazione del mandato del viceré; il potere sarebbe stato trasferito al Cabildo fino alla designazione di una nuova giunta di governo. In diversi punti della città vennero collocati avvisi che informavano dell'imminente creazione di una giunta e della convocazione di rappresentanti dalle province. Gli avvisi invitavano inoltre la popolazione ad astenersi dall'intentare azioni contrarie all'ordine pubblico.

### Giovedì 24 maggio
Il Cabildo interpretò in modo originale le decisioni prese dall'assemblea di due giorni prima. Quando formò la nuova giunta di governo che avrebbe dovuto attendere l'arrivo dei rappresentanti delle altre città, Leiva decise di designarne presidente l'ex viceré Cisneros, mettendolo a capo delle forze armate. Nella giunta furono inseriti altri quattro membri: i creoli Saavedra e Castelli e gli spagnoli Juan Nepomuceno Solá e José Santos Inchaurregui.
Leiva scrisse un regolamento costituzionale per delimitare il campo d'azione della giunta. In queste regole si stabiliva che la giunta non esercitasse il potere giudiziario, riservato alla Real Audiencia di Buenos Aires, che il presidente non potesse agire senza il sostegno degli altri componenti, che il Cabildo potesse deporre i membri che mancassero al loro dovere e dovesse approvare la proposta di nuove tasse, che si decretasse un'amnistia generale rispetto alle opinioni espresse nel cabildo aperto e che la giunta sollecitasse le altre città ad inviare deputati. I comandanti delle forze armate, compresi Saavedra e Pedro Andrés García, diedero il loro appoggio. La giunta cominciò a lavorare lo stesso pomeriggio.
Questi sviluppi spiazzarono i rivoluzionari, che si trovarono indecisi sulle loro future mosse e temettero di venire duramente puniti, come era successo ai rivoluzionari di Chuquisaca e La Paz. Moreno interruppe le relazioni con gli altri e si chiuse in silenzio a casa sua, mentre a casa di Rodríguez Peña si tenne un ulteriore incontro. Plaza de la Victoria fu rapidamente invasa da una moltitudine di manifestanti, alla cui testa si erano posti French e Beruti. La permanenza al potere di Cisneros, ancorché con una carica diversa, era vista come un insulto alla volontà espressa dal cabildo aperto. Il colonnello Martín Rodriguez ammonì che, se l'esercito fosse stato costretto ad appoggiare un governo guidato dall'ex viceré, si sarebbe trovato prima o poi a dover sparare sulla folla, e questo lo avrebbe fatto rapidamente ammutinare; aggiunse che "tutti, senza eccezione, chiedevano la rimozione di Cisneros.
La sera stessa Castelli e Saavedra presentarono a Cisneros le loro dimissioni dalla giunta. Rivelarono inoltre che la popolazione era già pronta ad una rivoluzione violenta e avrebbe rimosso l'ex viceré con la forza nel caso questi non avesse lasciato il potere. Avvisarono inoltre di non avere il potere per fermare le violenze: Castelli non sarebbe riuscito a fermare i suoi amici, mentre Saavedra non sarebbe riuscito ad evitare l'ammutinamento dei Patricios. Cisneros manifestò l'intenzione di aspettare il giorno seguente per decidere, ma i due creoli risposero che non c'era il tempo per ulteriori rinvii; alla fine l'ex viceré firmò una lettera di dimissioni rivolta al Cabildo.

### Venerdì 25 maggio

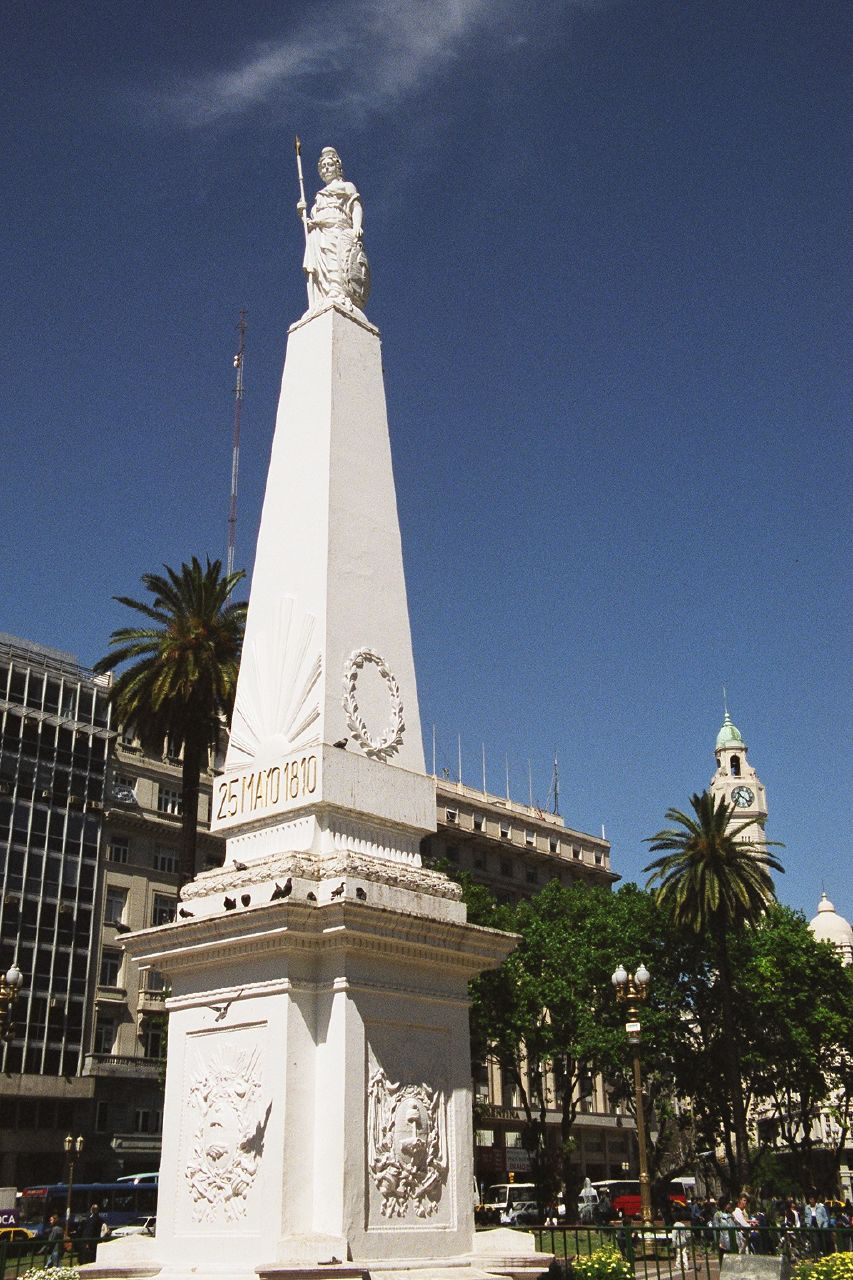
La "piramide di maggio", posta in Plaza de Mayo, l'antica Plaza de la Victoria, ricorda gli avvenimenti della rivoluzione di maggio.

La mattina del 25 maggio, nonostante le brutte condizioni atmosferiche, una grande folla cominciò a radunarsi davanti al cabildo, guidata dai miliziani popolari di French e Beruti. Chiesero la sostituzione della giunta eletta il giorno precedente, le definitive dimissioni di Cisneros e l'elezione di una nuova giunta che non lo includesse. Lo storico Bartolomé Mitre affermò che nell'occasione French e Beruti distribuirono coccarde blu e bianche ai presenti; gli storici posteriori mettono in dubbio tale affermazione, ma credono possibile che siano stati distribuiti segni identificativi ai rivoluzionari.
Il Cabildo si riunì alle nove di mattina e respinse le dimissioni di Cisneros, affermando la totale illegittimità delle pretese della folla nel voler influenzare le proprie decisioni. Pretese inoltre che l'agitazione popolare fosse repressa con la forza; a questo fine convocò i principali comandanti militari, ma questi si rifiutarono di obbedire. Molti di loro, incluso Saavedra, non si presentarono; quelli che lo fecero affermarono di non essere in grado di appoggiare il governo, e, nel caso in cui avessero cercato di ordinare la repressione, le loro truppe si sarebbero rivoltate.
La folla aumentò e circondò il cabildo. Leiva e Lezica chiesero che esprimesse alcuni portavoce in grado di portare le richieste dei manifestanti; tra di essi si presentarono anche French e Beruti. Il Cabildo sostenne che la città di Buenos Aires non poteva arrogarsi il diritto di spezzare il sistema politico del vicereame senza discuterne con le province; French replicò che la convocazione di un congresso era già stata decisa. Il Cabildo rifiutò di piegarsi finché non si udirono i rumori della folla provenire dall'interno stesso dell'edificio; Martín Rodríguez affermò che l'unico modo di calmare la folla fosse quello di accettare le dimissioni di Cisneros. Leiva accettò e convinse gli altri membri, riuscendo così a fare indietreggiare la folla nella piazza.
La folla tornò poco dopo a circondare il cabildo ancora una volta, pretendendo che la nuova giunta fosse eletta dai manifestanti e non dal Cabildo, che chiese alla folla di consegnare un documento con le richieste dei dimostranti. Il documento fu consegnato dopo un lungo intervallo, corredato da 411 firme; il foglio proponeva una nuova composizione della giunta e una spedizione di 500 uomini nelle altre città del vicereame per assistere le province.
Nel frattempo le condizioni meteorologiche erano migliorate e il sole cominciò a far capolino dalle nuvole, facendo pensare ad un buon augurio per la rivoluzione; il "sole di maggio", creato qualche anno più tardi e inserito nella bandiera nazionale, è riferito proprio a questa situazione.
Il Cabildo accettò il documento ed uscì sul balcone dell'edificio per sottoporlo direttamente alla popolazione per la ratifica, ma, a causa dell'ora tarda, il numero delle persone presenti nella piazza era notevolmente diminuito. Leiva ridicolizzò la pretesa dei portavoce di parlare a nome degli abitanti della città; questo fece perdere la pazienza alla folla ancora presente. Beruti non accettò alcun rinvio e dichiarò di essere pronto a chiamare la popolazione alle armi; di fronte alla prospettiva di uno scoppio di violenza le richieste popolari furono rapidamente lette e ratificate dai presenti.
La Prima Giunta (Primera Junta) fu così formata. Saavedra, designato alla presidenza, parlò alla folla e si spostò in seguito al forte, tra salve d'artiglieria e rintocchi di campane. Nel frattempo Cisneros informò Santiago de Liniers a Córdoba su quanto era successo a Buenos Aires chiedendogli un'operazione militare contro la nuova giunta.

## La Prima Giunta
La Prima giunta ebbe questa composizione:
Presidente 
- Cornelio Saavedra

Membri
- Manuel Alberti
- Miguel de Azcuénaga
- Manuel Belgrano
- Juan José Castelli
- Domingo Matheu
- Juan Larrea

Segretari
- Juan José Paso
- Mariano Moreno

## Avvenimenti posteriori

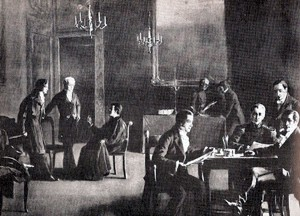
La Prima Giunta assunse il potere dopo la rivoluzione.

Il Consiglio di reggenza, la Real Audiencia di Buenos Aires e gli spagnoli nati nella metropoli si opposero alla nuova situazione. La Audiencia prese accordi segreti con il Consiglio di reggenza e inviò circolari a tutte le città del vicereame, invitandola a respingere la ricognizione del nuovo governo. Per porre termine a queste attività, la giunta radunò Cisneros e i membri dell'Audiencia con il pretesto che si trovassero in pericolo di vita e furono imbarcati verso l'esilio a bordo della nave britannica Dart. Il capitano Mark Brigut fu istruito affinché non toccasse nessun porto americano e li portasse direttamente sulle Isole Canarie. Fu subito nominata una nuova Audiencia composta esclusivamente da creoli fedeli alla rivoluzione.
Con l'eccezione di Córdoba, ogni città della moderna Argentina appoggiò la nuova giunta di Buenos Aires. Le città dell'Alto Perù non presero posizione, memori della tragica esperienza delle rivoluzioni di Chuquisaca e La Paz. In Paraguay, Asunción rifiutò la giunta e assicurò lealtà al Consiglio di reggenza. la Banda Oriental, governata da Francisco Javier de Elío, rimase una roccaforte realista.
L'ex viceré Santiago de Liniers organizzò una controrivoluzione a Córdoba, scatenando la prima campagna militare del nuovo governo indipendente. Nonostante il prestigio di cui godeva ancora Liniers per il suo ruolo durante le invasioni britanniche, la popolazione di Córdoba preferì appoggiare la rivoluzione. Questo ridusse il potere dell'esercito controrivoluzionario, colpito da diserzioni e sabotaggi. Le truppe di Liniers furono velocemente sconfitte dall'esercito guidato da Francisco Ortiz de Ocampo. Ocampo rifiutò di giustiziare Liniers, catturato in combattimento, così l'esecuzione ordinata dalla giunta fu portata a termine da Juan José Castelli. Dopo aver soffocato questa ribellione, la Prima Giunta mandò spedizioni militari in altre città, chiedendo supporto e sollecitando l'elezione di propri rappresentanti.

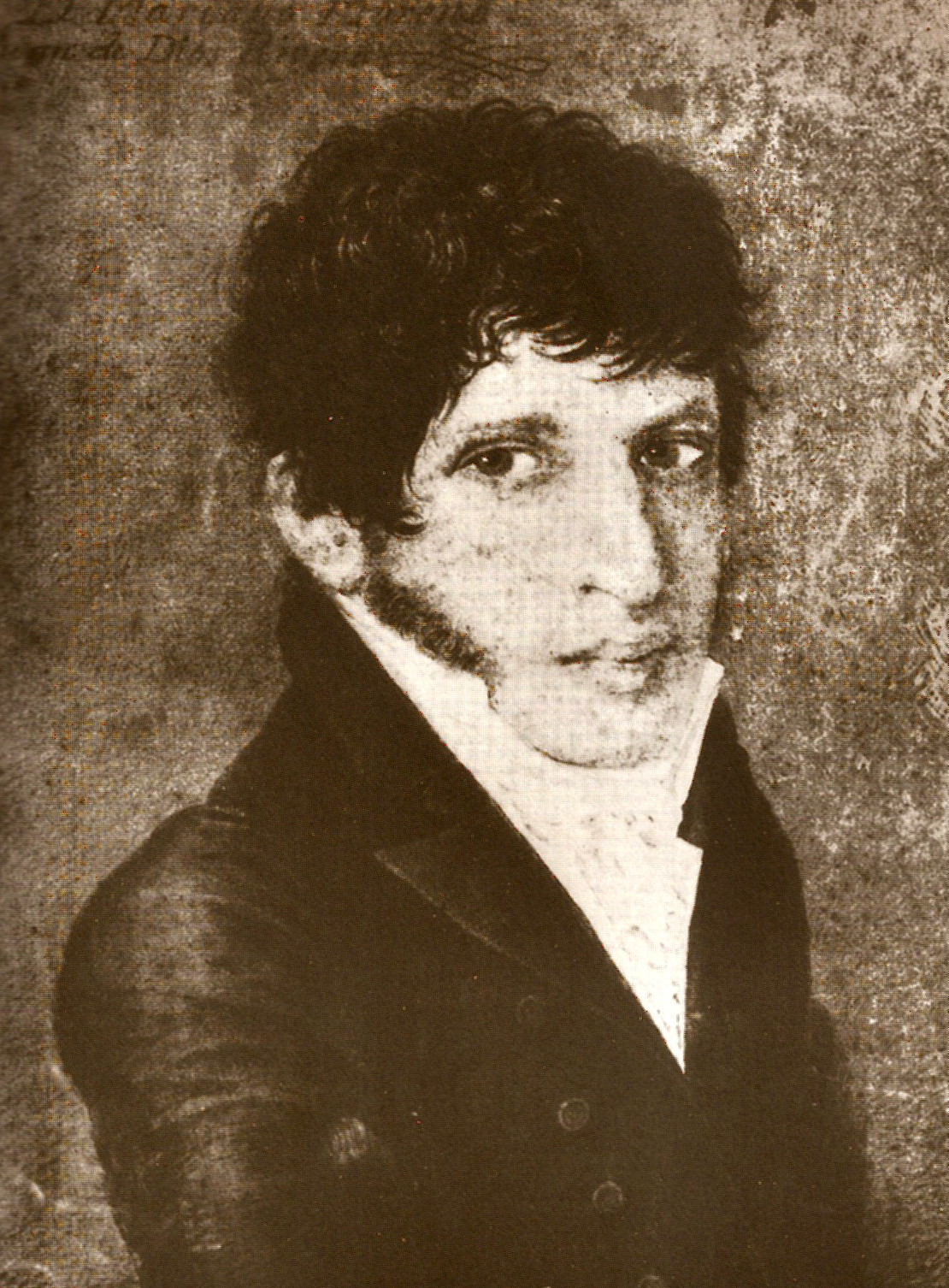
Mariano Moreno fu un influente membro della Prima Giunta.

Montevideo, che aveva sempre avuto una storica rivalità con Buenos Aires, si oppose alla Prima Giunta e fu dichiarata nuova capitale del vicereame dal Consiglio di reggenza, che nominò Francisco Javier de Elío nuovo viceré. Alcune città periferiche della Banda Oriental si comportarono in modo contrario alla volontà di Montevideo e appoggiarono la giunta di Buenos Aires. Furono guidati da José Gervasio Artigas, che strinse Montevideo sotto assedio; la sconfitta definitiva della città fu guidata da Carlos María de Alvear e William Brown.
Il Cile aveva seguito un processo analogo a quello di Buenos Aires, con l'instaurazione di una giunta che inaugurò un breve periodo chiamato Patria Vieja. La giunta fu sconfitta nel 1814 nella battaglia di Rancagua, e la conseguente riconquista del Cile trasformarono il paese in una roccaforte realista. Le Ande fornirono una barriera naturale effettiva tra l'Argentina rivoluzionaria e il Cile, in tal modo non ci furono conflitti militari tra di loro fino a quando José de San Martín nel 1817 attraversò la Cordigliera e sconfisse i realisti cileni in una celebre campagna militare.
La Prima Giunta crebbe in numero di membri quando incorporò i rappresentanti eletti dalle province; fu allora denominata Giunta Grande (Junta Grande). Si dissolse rapidamente dopo che nel giugno 1811 l'esercito di Buenos Aires fu sconfitto nella battaglia di Huaqui, e due successivi triumvirati esercitarono il potere esecutivo sulle Province Unite del Río de la Plata. Nel 1814, il secondo triumvirato fu rimpiazzato dall'autorità del direttorio. Nel frattempo, Martín Miguel de Güemes respinse le armate realiste inviate a Salta dal vicereame del Perù, mentre San Martín iniziò la sua vittoriosa spedizione verso Lima. Dal 1814 l'Argentina fu coinvolta in una lunghissima sequela di guerre civili.